# Juravka, Varva
Juravka (în ucraineană Журавка) este localitatea de reședință a comunei Juravka din raionul Varva, regiunea Cernihiv, Ucraina.

## Demografie
Componența lingvistică a localității Juravka
     Ucraineană (97,76%)
     Rusă (2,04%)
     Alte limbi (0,1%)
Conform recensământului din 2001, majoritatea populației localității Juravka era vorbitoare de ucraineană (97,76%), existând în minoritate și vorbitori de rusă (2,04%).